# لا خانا
بلدية لا خانا (بالإسبانية: La Jana)‏، هي إحدى بلديات مقاطعة كاستيلون التي تقع في منطقة بلنسية، في شرق إسبانيا.
يبلغ عدد سكانها 823 نسمة وفقاً لإحصائية سنة (2006).